# 奇蹟者聖ニコライ聖堂 (ソフィア)
奇蹟者聖ニコライ聖堂（きせきしゃせいニコライせいどう、ブルガリア語:Църква "Свети Николай Чудотворец" / Tsarkva "Sveti Nikolay Chudotvorets"、ロシア語:Церковь Святителя Николая Чудотворца / Tserkob' Svjatitelja Nikolaja Chudotvortsa）、通称「ソフィアのロシア教会」は、ブルガリアの首都ソフィア中心部のツァル・オスヴォボディテル通り（en）に面したロシア正教会の聖堂である。

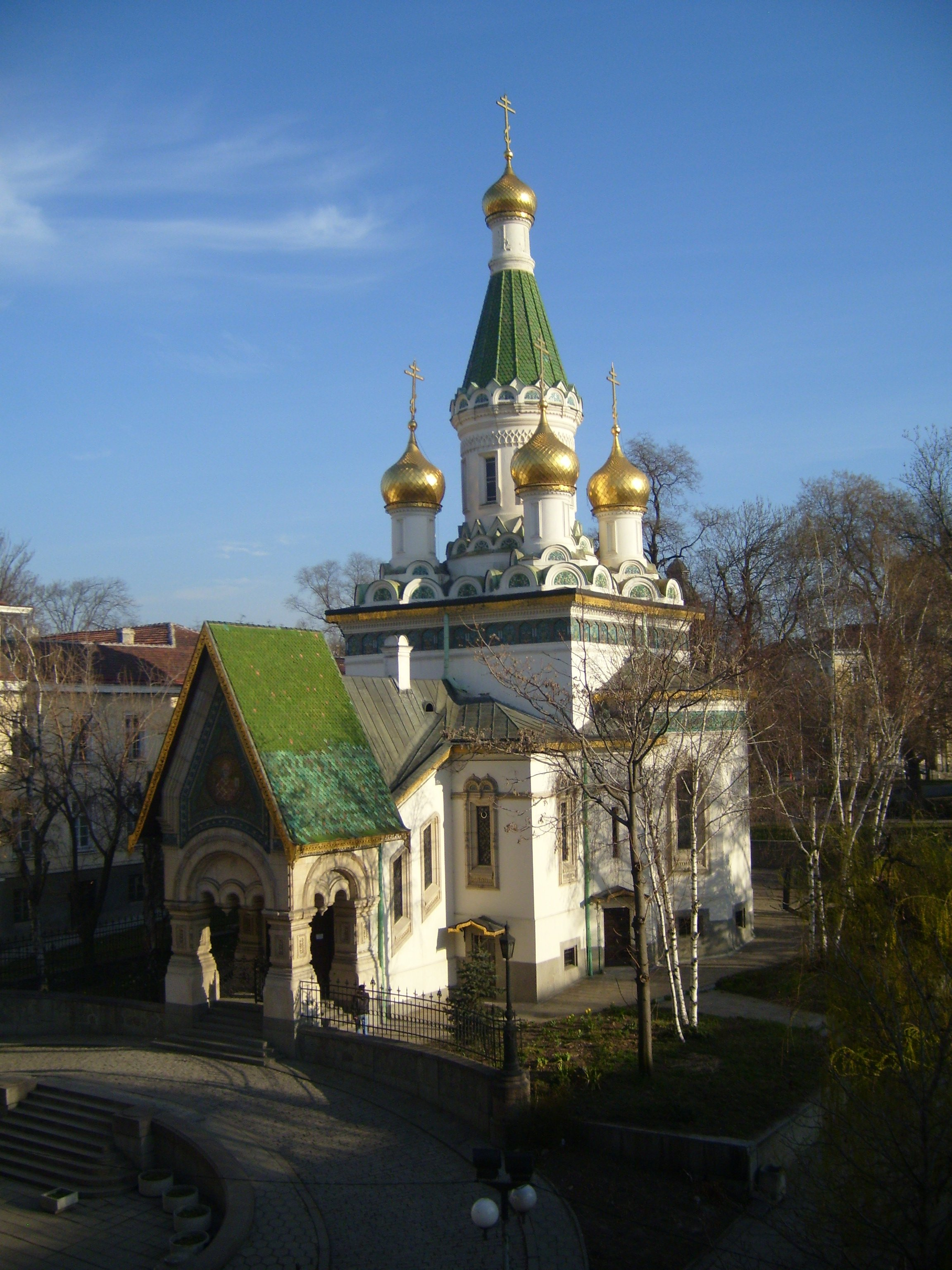
1914年に建てられた奇蹟者聖ニコライ聖堂（ソフィアのロシア教会）。

## 歴史と建築
聖堂は、1882年の露土戦争後、ロシア帝国によってオスマン帝国からブルガリアが解放された後に破壊されたサライ・モスク（Saray Camii）の跡地に建てられた。聖堂はロシア大使館の公式の教会、またブルガリア在住のロシア人のための教会として、大使館の隣に建造された。その名前は慣習に従って、ロシア帝国の皇帝で、後に列聖されたニコライ2世の名をとってつけられた。聖堂はロシアの建築家ミハイル・プレオブラジェンスキー（Михаил Тимофеевич Преображенский）によって、ロシア復興様式で設計され、17世紀のモスクワの聖堂に倣った装飾が施されている。建造は、同じくソフィアのアレクサンドル・ネフスキー大聖堂を建造したアレクサンドル・スミルノフの監督の下で行われた。色鮮やかな外装のタイルはG. キスリチェフにより、内装の壁画は、アレクサンドル・ネフスキー大聖堂の内装も担当したヴァシリー・ペルミノフを長とする芸術家のチームによって製作された。5つのドームは黄金で被服されている。鐘はニコライ2世によって寄贈された。
建造は1907年に始まり、1914年に成聖された。聖堂は、1917年のロシア革命後や1944年から1989年まで続いたブルガリアの共産主義時代も機能し続けたが、共産主義時代、その神品（聖職者）たちは国家治安警察によって厳しく監視されていた。
冷戦終結後、外装はロシア連邦政府によって修復が行われたが、内装はろうそくの煙や経年劣化により黒ずんでおり、修復が必要となっている。
直下に設けられた地下聖堂には、1950年にソフィアで死去し、後にブルガリア正教会によって列聖された聖大主教セラフィム（Серафим）の不朽体が安置されており、多くの人々が祈りのために訪れている。

## 画像

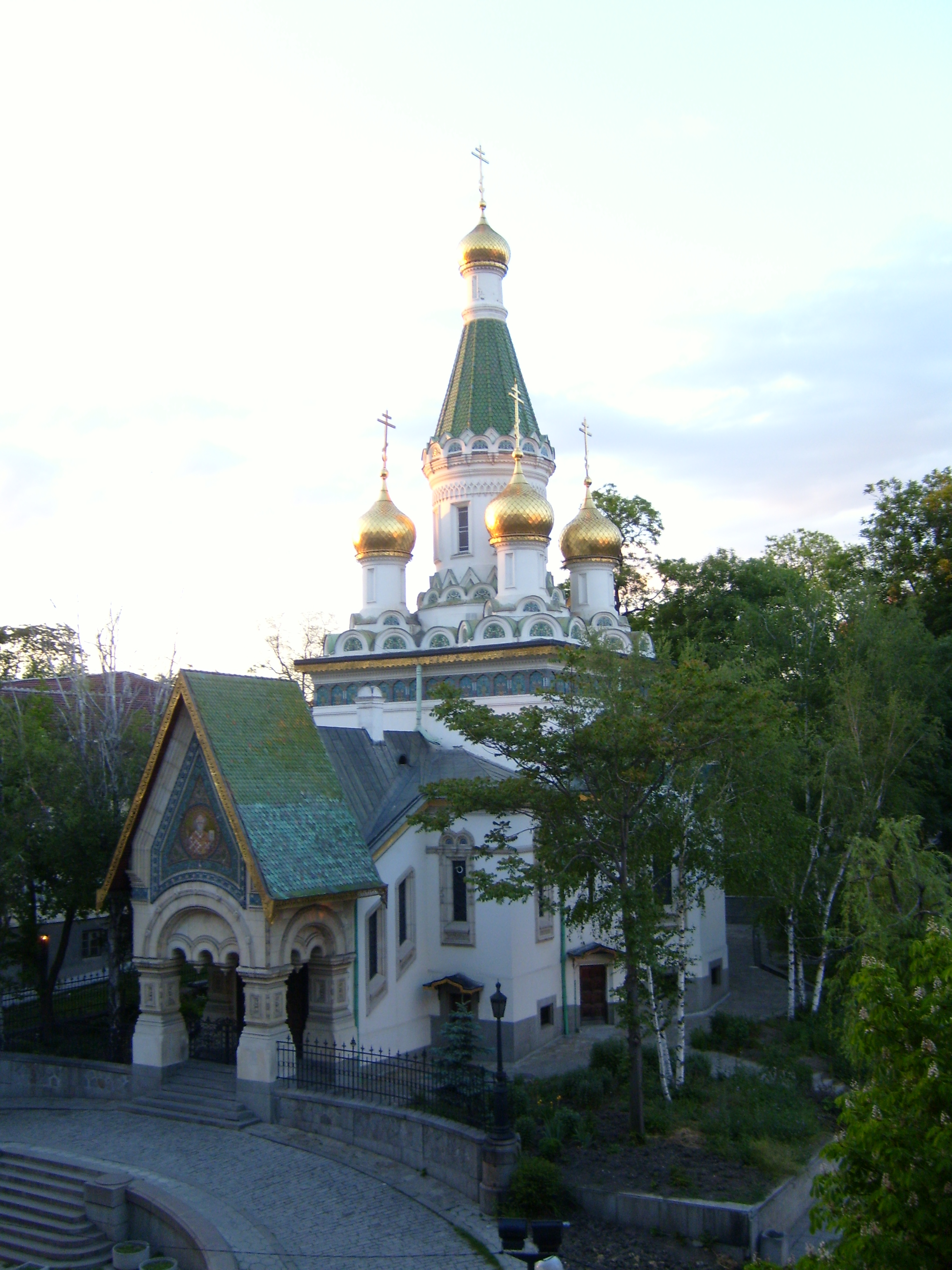
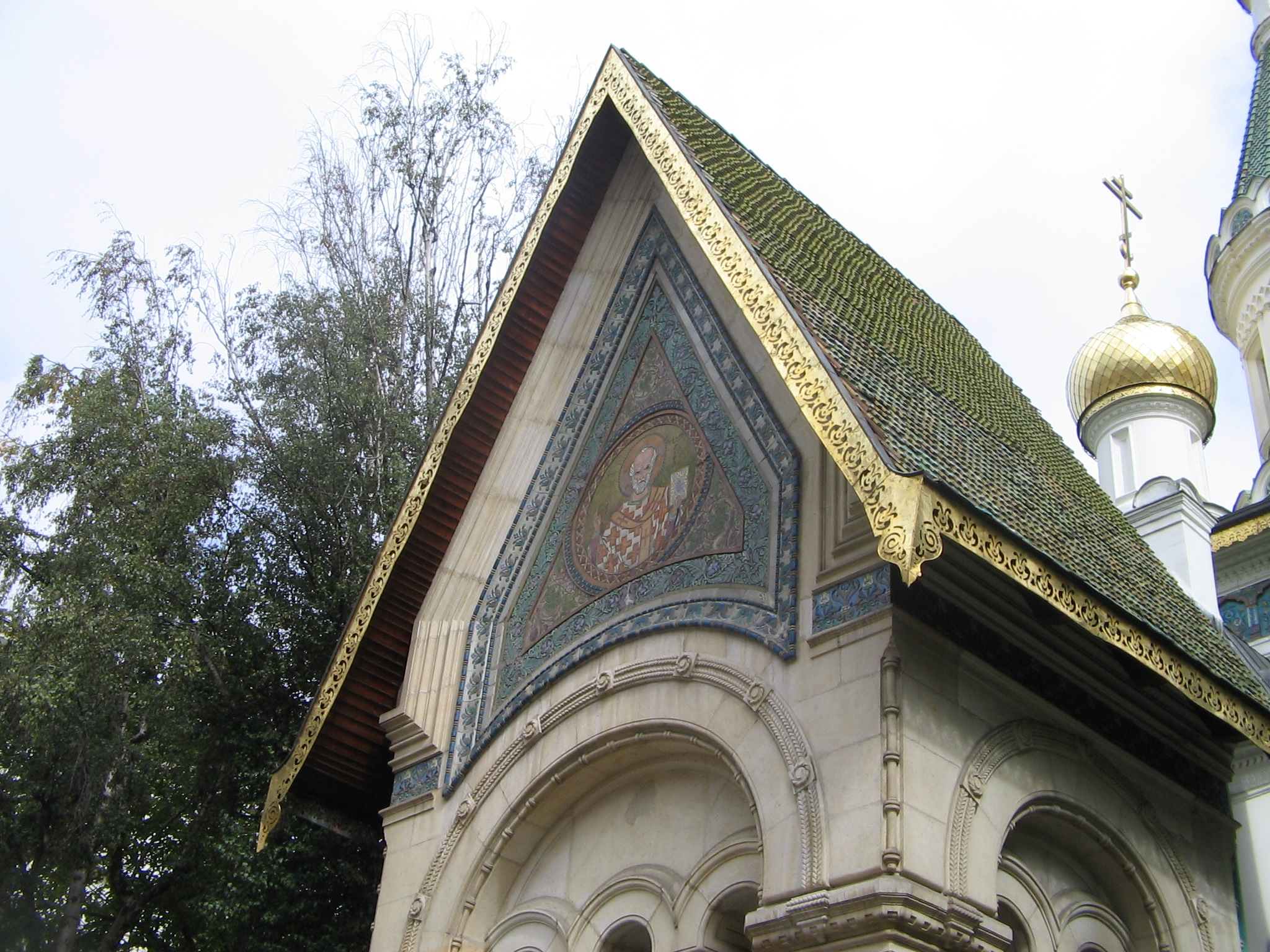
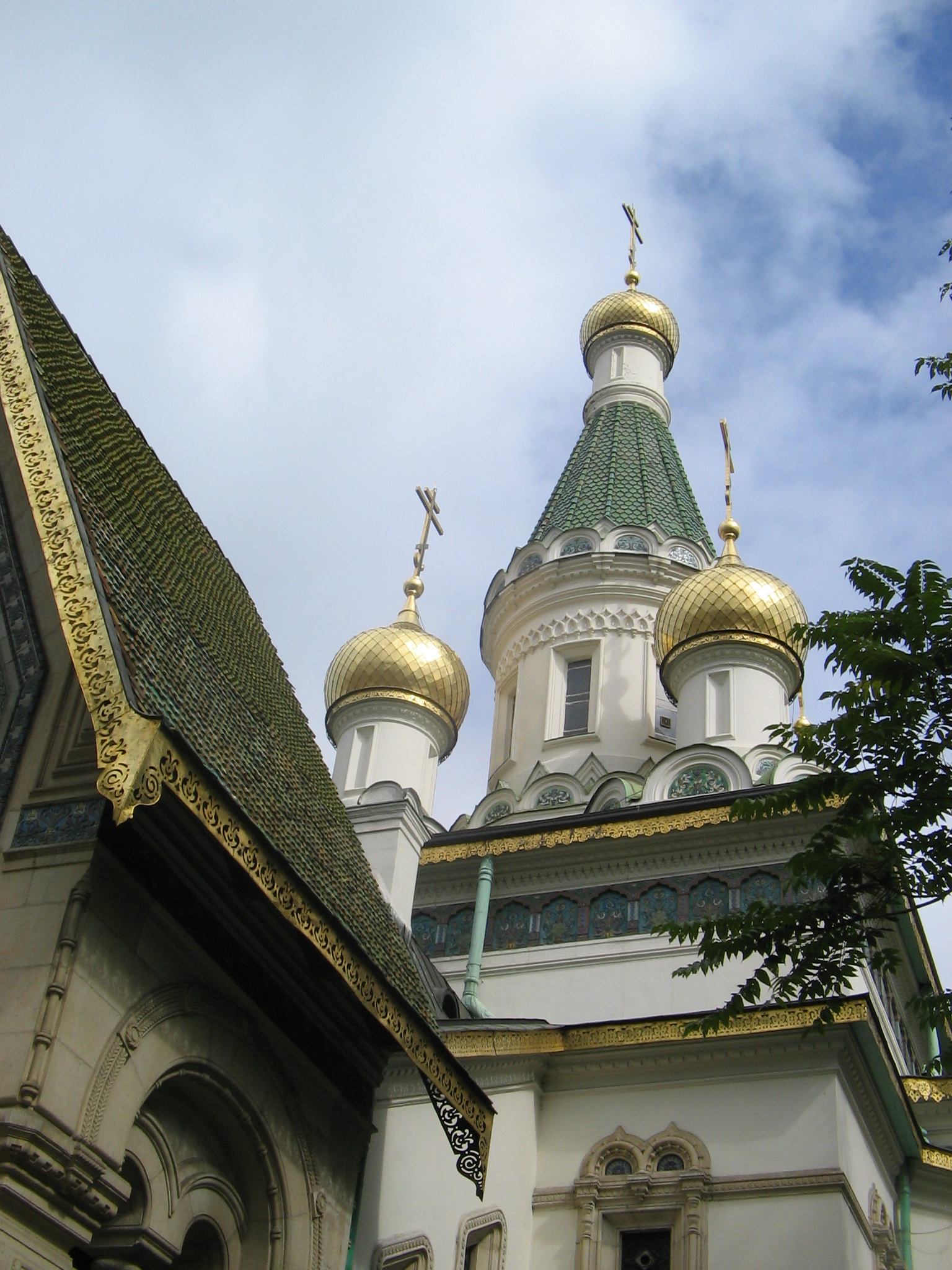
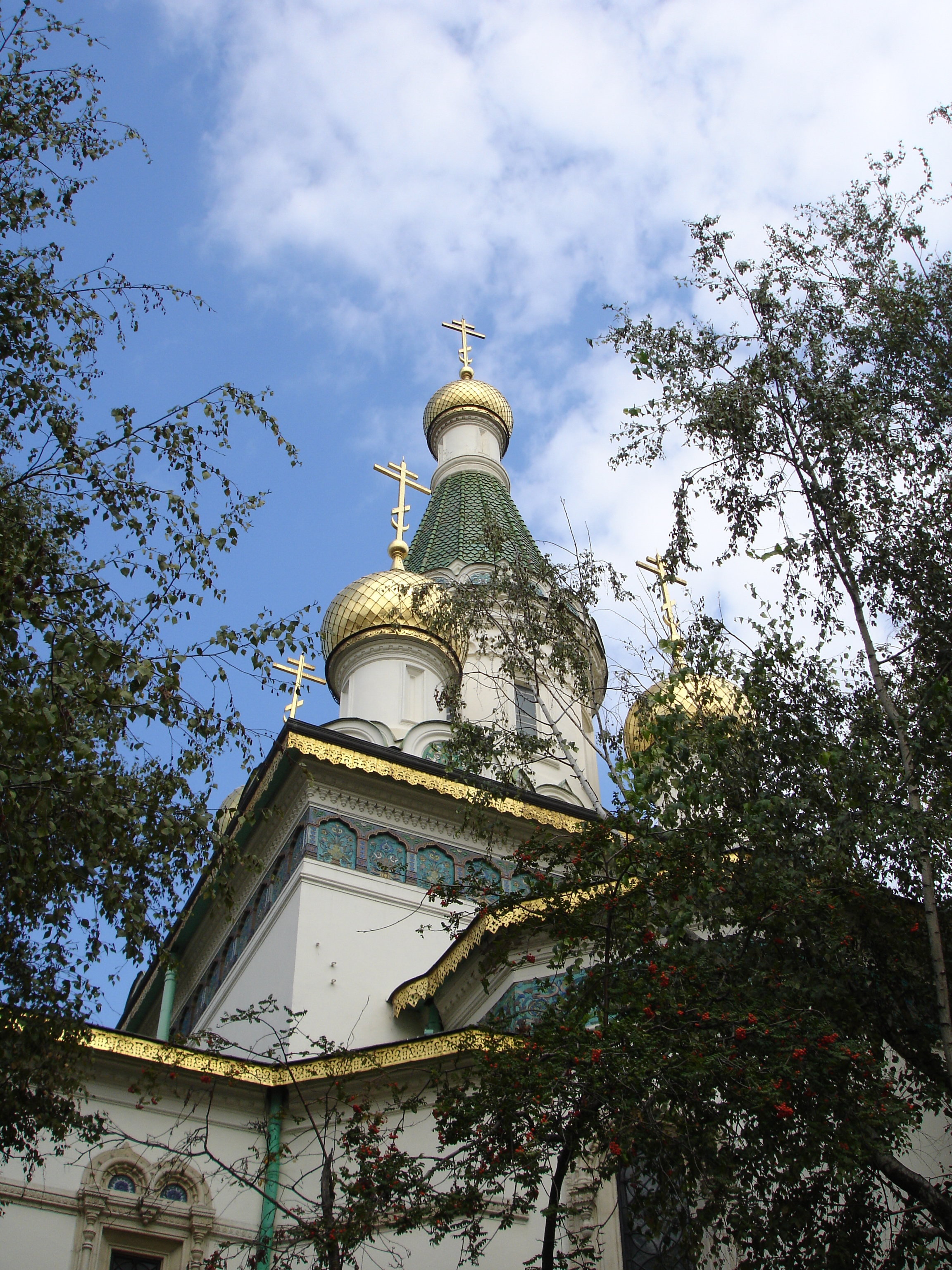
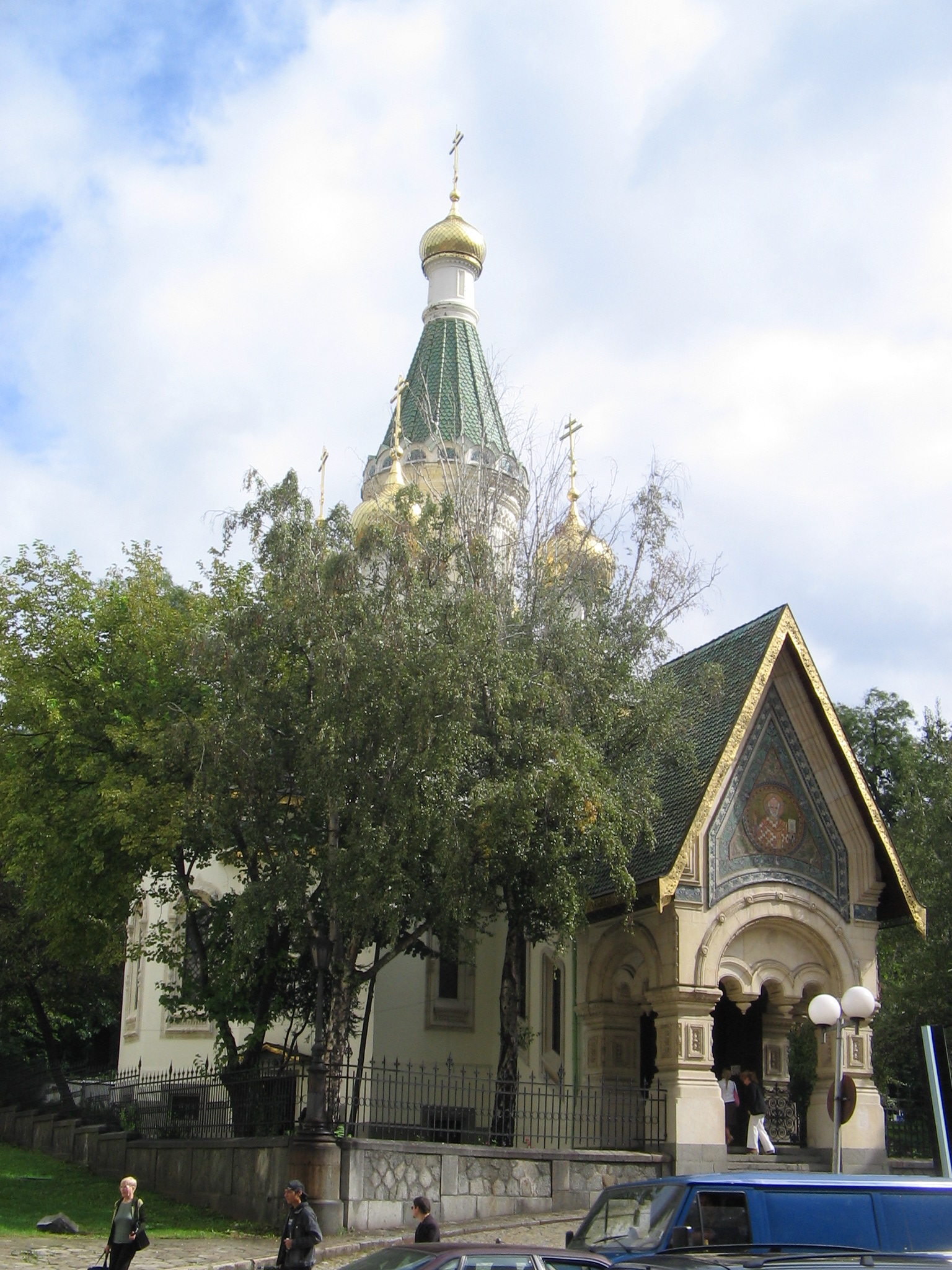
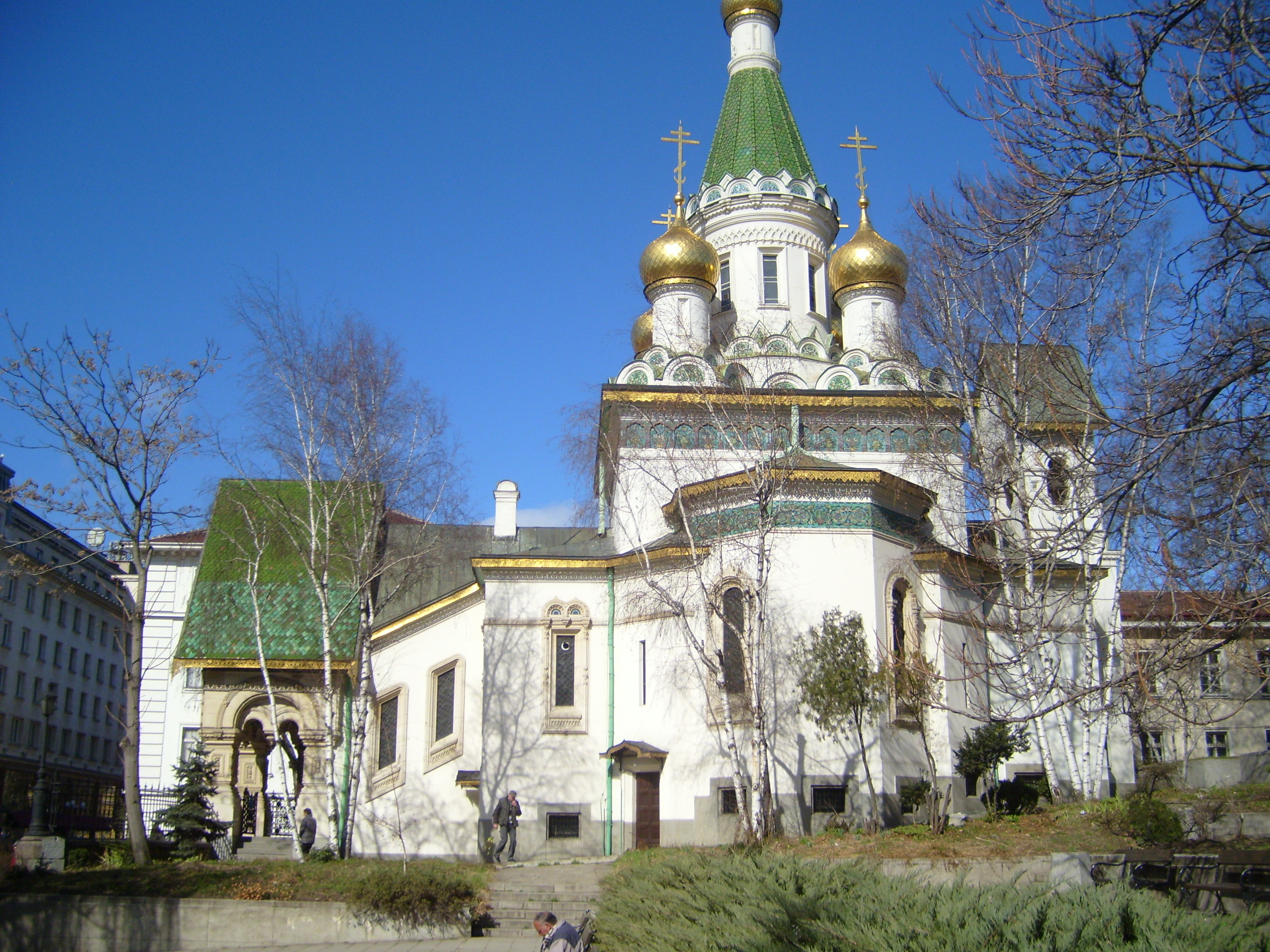
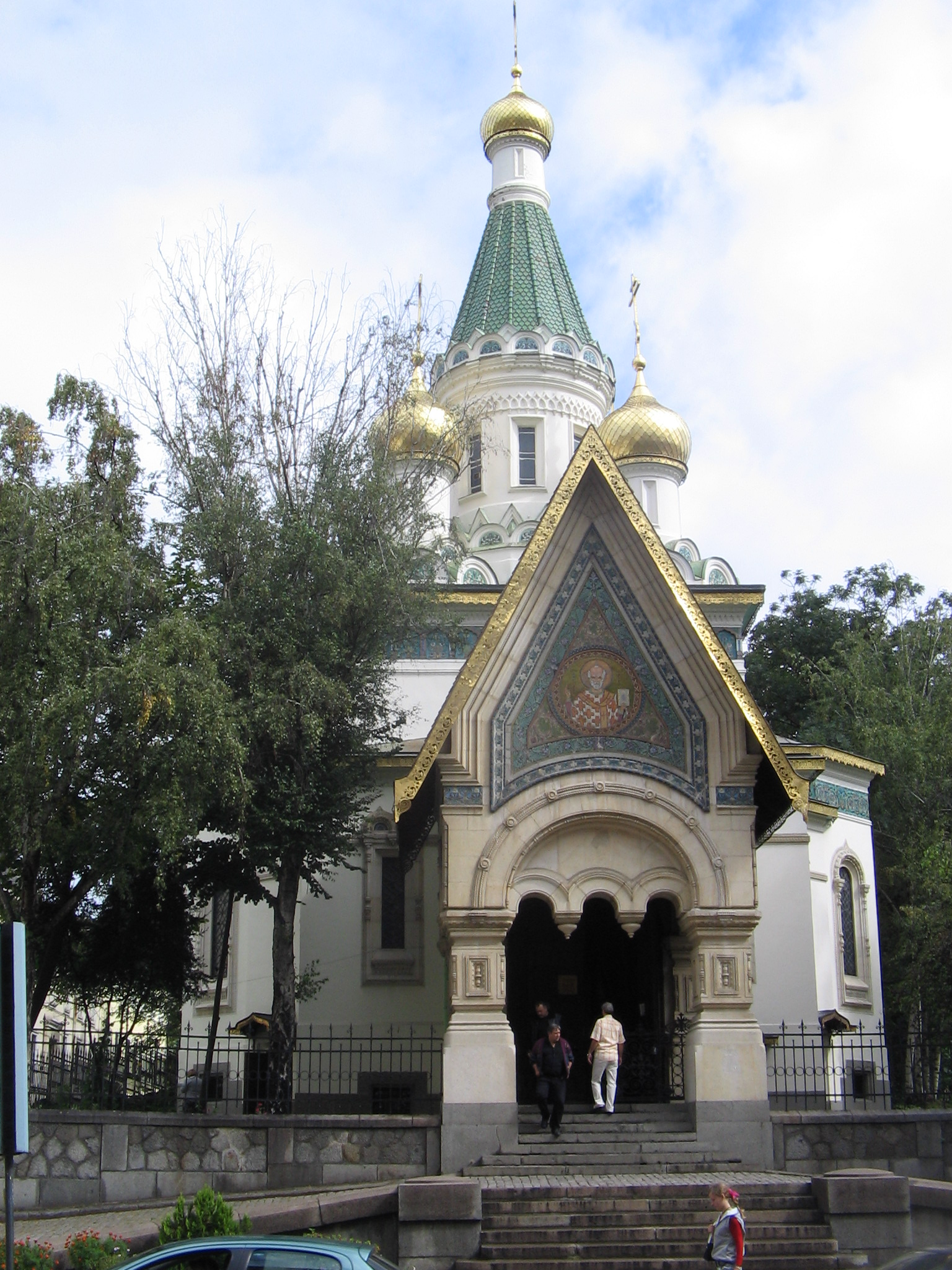
The porch of the Russian Church, with an icon of St. Nicholas
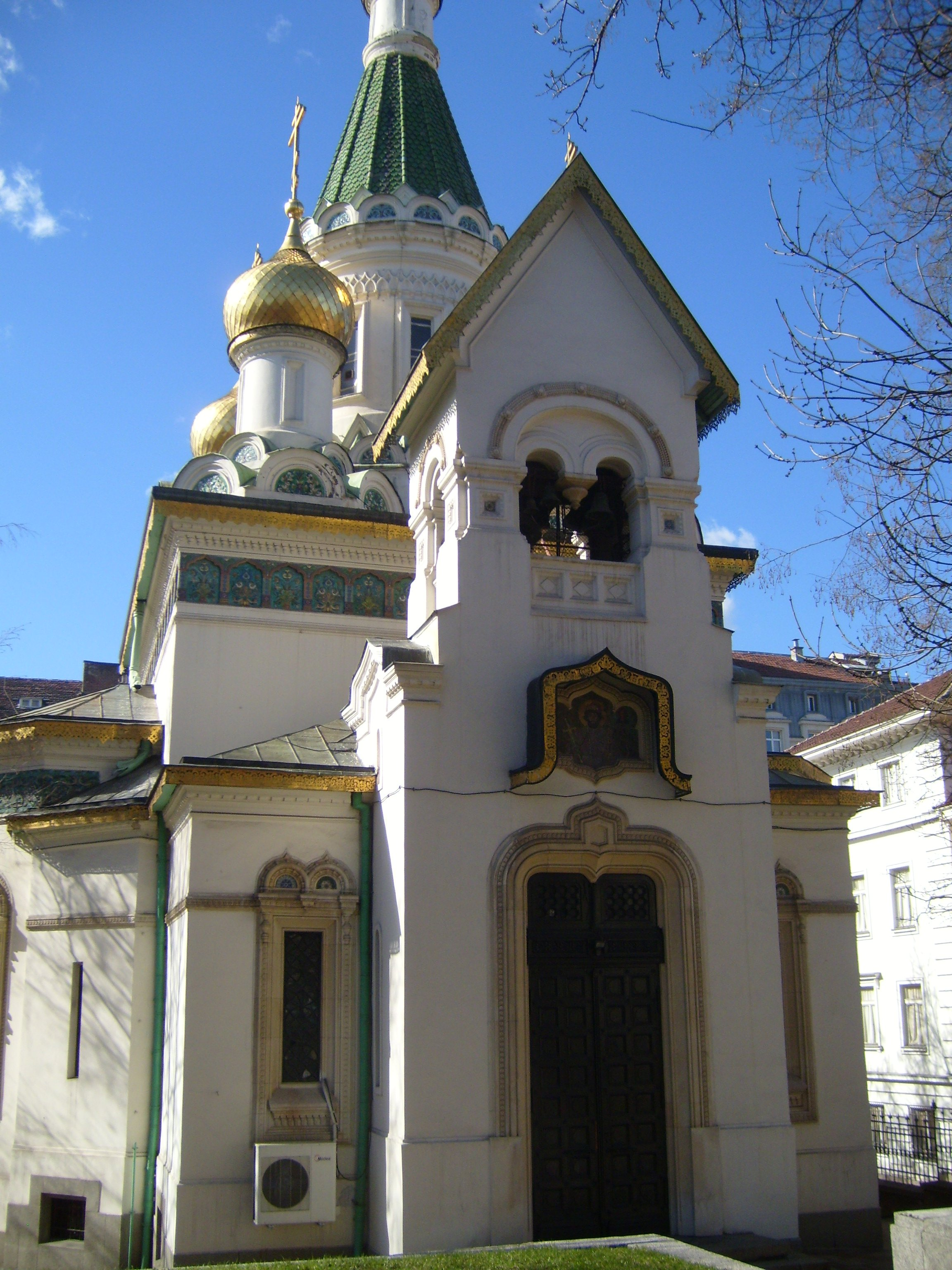
Bell Tower of the Russian Church (North facade)
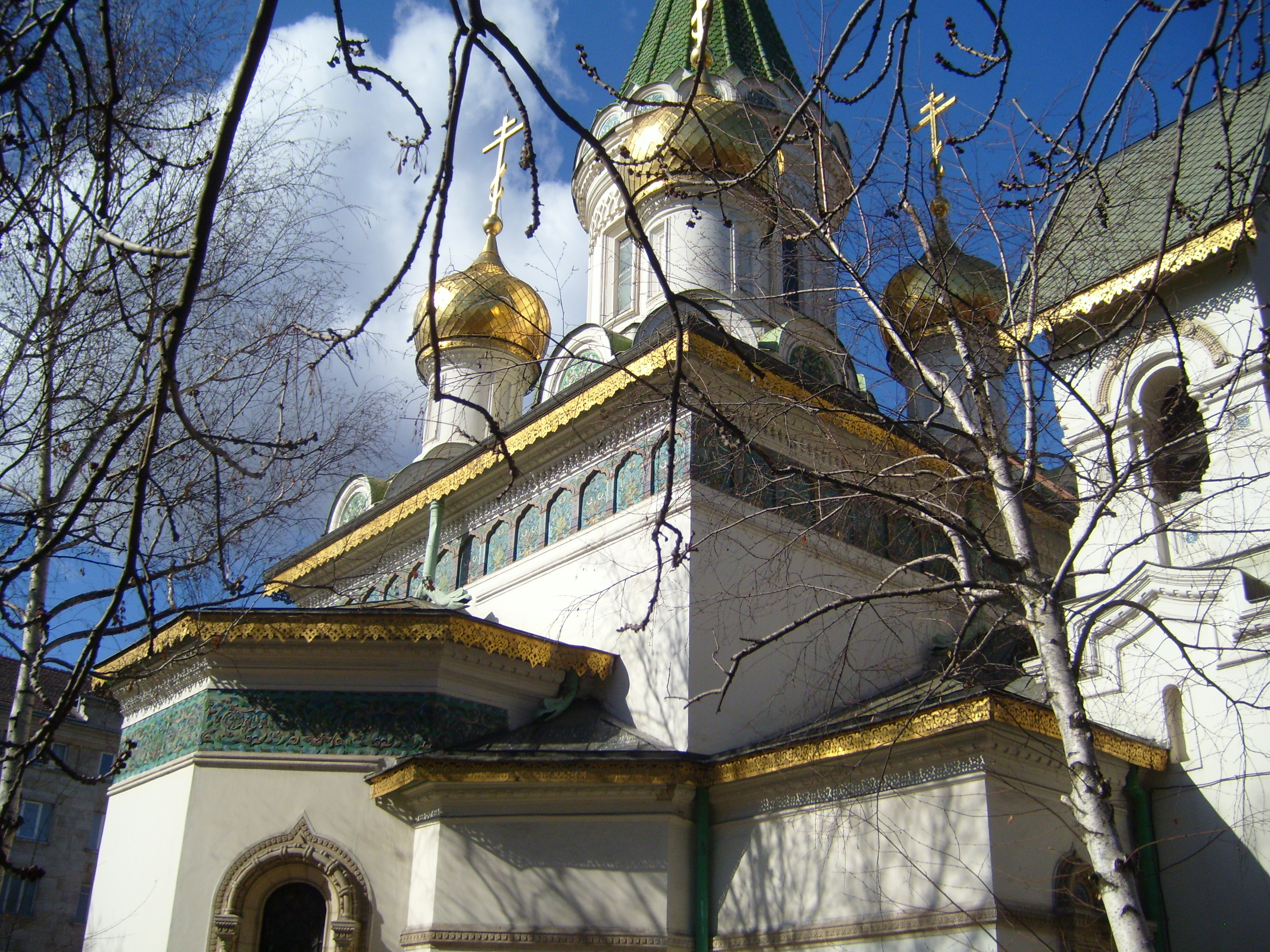
Decoration of the East Facade